# Mioduszyna
Mioduszyna (632 m) – szczyt w Beskidzie Makowskim. Znajduje się w zachodniej jego części, w grupie szczytów między Skawą, Paleczką, Jachówką i Potokiem Księżym. Jest to najbardziej na zachód wysunięty szczyt Pasma Koskowej Góry.
Mioduszyna wznosi się nad miejscowościami Zembrzyce (od południowego wschodu), Budzów (od południowego zachodu) i Sucha Beskidzka (od północnego wschodu). Od zachodu jej stoki opadają stromo do doliny rzeki Skawy, zaś od północy nieco łagodniej w kierunku doliny potoku Paleczka. W kierunku południowo-wschodnim łączy się grzbietem z Makowską Górą, a następnie grzbiet biegnie dalej w kierunku Koskowej Góry.
Mioduszyna jest porośnięta lasem, ale na jej południowo-zachodnich stokach wąskim pasem, wysoko, niemal pod sam szczyt podchodzą pola i zabudowania Makowa Podhalańskiego (osiedle Działy). Dawniej na szczycie znajdowała się wieża obserwacyjna, zaś niedaleko szczytu, idąc niebieskim szlakiem do Makowa Podhalańskiego, napotkamy grób żołnierza niemieckiego z okresu II wojny światowej. Na zachodnim stoku znajduje się niezamieszkane osiedle Parace należące do Zembrzyc

## Przypisy

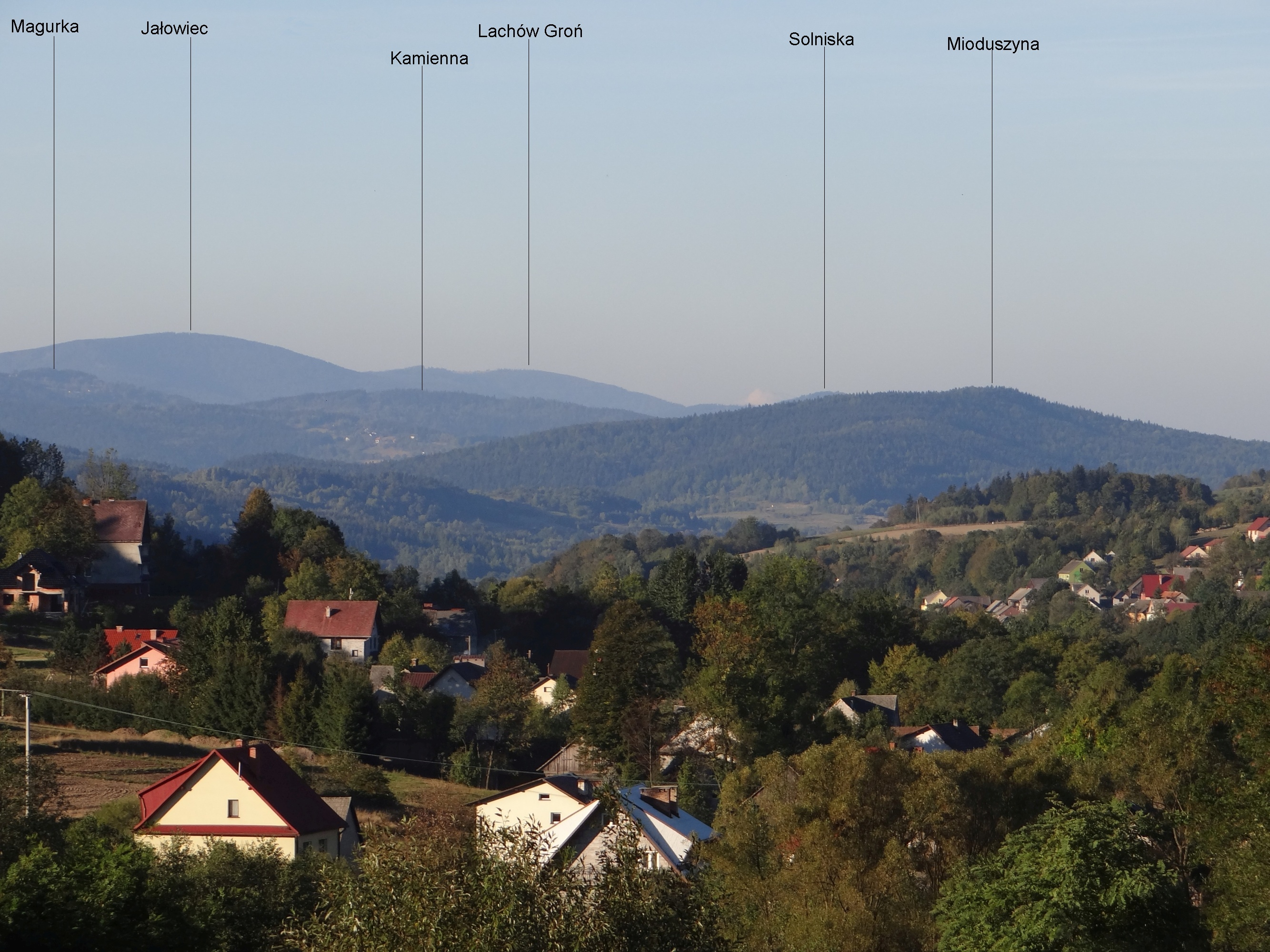
Widok z Przełęczy Sanguszki